# Акшенер, Мераль
Мераль Акшенер (тур. Meral Akşener; урождённая Омер; тур. Ömer; род. 8 июля 1956, Измит) — турецкий политик центристских взглядов. Противница исламизма. Занимала посты министра внутренних дел и заместителя председателя парламента. Глава Хорошей партии Турции.

## Биография
Родилась 8 июля 1956 года в семье Тахира Омера и его жены Сыддыки в Измите.
Изучала историю в Стамбульском университете. Затем получила степень доктора философии в Университете Мармара. Преподавала в Техническом университете Йылдыз, университетах Мармара и Коджаэли.
В 1995 году Акшенер была избрана членом Великого национального собрания от Партии верного пути. С 8 ноября 1996 по 30 июня 1997 года занимала пост министра внутренних дел, сменив Мехмета Агара, ушедшего в отставку после Сусурлукского скандала. Также избиралась в парламент в 1999, 2007 и 2011 годах (последние два раза — от Партии националистического движения). Проиграв в борьбе за пост лидера ПНД, 25 октября 2017 года основала собственную политсилу, которая получила наименование «Хорошая партия».
С 10 августа 2007 по 7 июня 2015 года занимала должность вице-спикера Великого национального собрания.
Замужем за инженер-механиком Тунджером Акшенером с 1980 года. Имеет сына Фатиха Акшенера (род.1984)